# Araneus gestrellus
Araneus gestrellus là một loài nhện trong họ Araneidae.
Loài này thuộc chi Araneus. Araneus gestrellus được Embrik Strand miêu tả năm 1907.